# Saimir Pirgu
Saimir Pirgu (ur. 23 września 1981 w Elbasanie) – albański śpiewak operowy (tenor). Przez swoich rodaków nazywany „albańskim Pavarottim”.

## Życiorys
Kształcił się w szkole muzycznej w swoim rodzinnym mieście Elbasanie, w klasie skrzypiec. Naukę kontynuował na wydziale muzycznym Instytutu Sztuk w Tiranie i w Bolzano, pod okiem Vito Brunettiego, kształcąc tam także umiejętności wokalne.
W 2001 r. zdobył nagrodę dla najlepszego śpiewaka młodego pokolenia w konkursie im. Umberto Sacchettiego w Bolonii, rok później zdobył nagrodę w Międzynarodowym Konkursie im. Enrico Caruso w Mediolanie. W tym samym roku tryumfował w Lecce, w konkursie im. Tito Schipy.
Po zwycięstwach w kilku prestiżowych konkursach młody śpiewak został zaproszony na Festiwale Rossiniego do Bad Wildbad i Pesaro. W Pesaro śpiewał arię Alego w Adinie, pod batutą Renato Pallumbo. Otrzymał też zaproszenie do odśpiewania arii Artura w Łucji z Lamermoor w Teatrze Operowym w Rzymie.
Rok 2004 przyniósł śpiewakowi serię sukcesów międzynarodowych. Zadebiutował w repertuarze mozartowskim, śpiewając arię Ferrando w Così fan tutte w Ferrarze, Reggio Emilia i Modenie. W tym roku pojawił się także w Teatrze Operowym w Tiranie, występując jako Nemorino w operze Gaetano Donizettiego: „L'elisir d’amore”. Spektakl ten, wyreżyserowany przez dyrektora Opery Wiedeńskiej - Ioana Holendra trafił potem na deski wiedeńskiej Staatsoper. Występ w Wiedniu przyniósł S.Pirgu nagrodę Eberhard Waechter Gesangsmedaille. Kolejnym sukcesem śpiewaka była rola Fentona w Falstaffie Giuseppe Verdiego. W 2004 Pirgu występował w Niemczech, Hiszpanii i Japonii.
W 2006 r. śpiewał w Operze Państwowej w Hamburgu rolę Nemorina w L'elisir d’amore, u boku polskiej śpiewaczki Agnieszki Tomaszewskiej. Rok 2007 przyniósł śpiewakowi debiut na deskach królewskiej opery w Covent Garden, gdzie wystąpił z arią Rinuccio w „Giannim Schicchim” Pucciniego. W 2009 roku tą samą rolą zadebiutował na deskach Metropolitan Opera w Nowym Jorku.
Rolą Alfredo w La Traviata Verdiego w 2013 roku powrócił do Metropolitan Opera, gdzie wystąpił u boku Diany Damrau i Plácido Domingo.
Pierwszą płytą nagraną przez S.Pirgu była kolekcja arii Mozarta, Pergolesiego, Bonanciniego, Donizettiego, Verdiego i Masseneta, wydana przez Universal Angelo. W 2015 nakładem Opus Arte ukazało się nagranie opery Król Roger Szymanowskiego, w którym główną rolę zaśpiewał Saimir Pirgu. Wystąpił w czterech filmowych inscenizacjach dzieł operowych.

## Albumy
- 2015: Il Mio Canto, wyd. Opus Arte

## Nagrody i wyróżnienia
W 2013 został uhonorowany nagrodą “Pavarotti d’Oro”.